# 本人訴訟
本人訴訟（ほんにんそしょう）とは、弁護士などの訴訟代理人を選任せずに当事者本人が訴訟を行うことをいう。
行政事件では行政庁が資格のある者を内部から指定することがある。

## 各国における本人訴訟

### アメリカ
アメリカでは連邦法で当事者自らが訴訟を遂行することを権利として認めている。
しかし、訴訟法が論争主義または当事者対抗主義と訳されるアドバーサリ・システムと呼ばれる構造を採用しているため、弁護士なしでは的確な訴訟遂行は一層困難である。それにもかかわらず、法律扶助予算の枯渇や適切なプロボノ弁護士への依頼困難などの事情が重なって本人訴訟の件数が増加しており、裁判所の処理速度が低下して訴訟手続が停滞し、問題となっている。

### ドイツ・オーストリア
弁護士強制主義が採用されており、弁護士でなければ裁判所における訴訟手続に関与できない。したがって本人訴訟は不可である。

## 日本における本人訴訟

### 概要
日本の民事訴訟法は、弁護士強制主義を採用しておらず、本人訴訟が認められている。その背景にあるのは弁護士数の絶対的不足と偏在であり、弁護士会が対策を講じているにもかかわらず2017年時点でも弁護士不足の抜本的解決には至っていない。
昭和62年度司法統計によれば、実質的審理が行われた訴訟のうち約25%において、当事者の双方または一方が本人訴訟であった。
2014年の調査では、原告本人率は7.3%、被告本人率は19.4%であった。

### 日本における本人訴訟の特徴

#### 全体的特徴
寺尾洋 1990によれば、日本における本人訴訟の特徴として以下のようなことが挙げられる。
| - 訴額が比較的低い。 - 争点が比較的単純である。 - 証人尋問を要する件数は少ない。 - 以下の理由から裁判所の後見的関与が不可欠で、取り扱いに苦慮する面がある。 - 本人は実体法・手続法上の知識を持たない。 - 本人は弁論能力・証拠の収集力や取捨選択能力が低い。 - 以下の点は訴訟の充実・促進に資する。 - 本人は最も事件に関する知識がある。 - 本人は紛争解決について最終決定権を有する。 - いわゆる訴訟マニアを除き、手続形式に関するこだわりがない。 |

#### 本人の属性
長谷川貴陽史 2021によれば、本人訴訟の当事者の属性には以下のような特徴がみられた。
| 原告本人 - 代理人付原告と比較すると、高齢者の割合が高い。 - 学歴は大学卒の割合が高い。院卒者は調査ではみられなかったものの、高等教育を受けた者が本人訴訟を提起しているといえる。 - 職業は自営業・自由業が最も多く、経営者・役員が続く。時間をある程度自由に使える職業・職位の者が本人訴訟を利用しているとみえる。 - 他の当事者カテゴリーとの比較では、法律学習の経験がある者、職業上法律を扱ったことがある者、過去に本人訴訟経験がある者（リピート・プレイヤー）の割合が高く、法律と関わった経験が本人訴訟の提起を促進させている可能性がある。 - 6割弱の者は、事前に相手方との話し合いをせずに訴えている。 - 提訴前に誰かに相談した者が多く、相談先としては多い順に弁護士、司法書士、家族、友人となっている。 - 弁護士に依頼しなかった理由は、「費用倒れになるから」が最も多く、次に「自分でできると思ったから」が続く。 - ただし、訴訟救助や法律扶助制度については知らなかった者がほとんどで、「自分でできると思った」者でも十分な法的知識を持たないまま訴訟に臨んでいたことが窺える。 - 弁護士以外の専門家から援助を依頼した者は、書面作成援助についてもそれ以外の援助についても、司法書士に依頼した者が15.6%いたにとどまり、大多数の者は弁護士以外の専門家からの援助を受けていなかった。 - 代理人なしで勝訴するのは難しく、判決を正当なものと受け止めることもできない者が多い。 被告本人 - 事件類型は不動産賃貸借や金銭消費貸借が多い。 - 被告も高齢者が多かったが代理人付被告と有意差はない。 - 高卒が多く、代理人付被告と比べると学歴は高くない。 - 職業は常勤の者が多く、本人原告と比べると時間には制約がある。 - 法律学習歴・職業上の取り扱い・訴訟歴はいずれもない者が多かった。リピート・プレイヤーは少ない。 - 訴えられるまで話し合いがなかった者が多い。 - 裁判前に誰かに相談した者が多く、相談先は弁護士が最も多いが、次点は法テラスや自治体などの相談機関であった点が本人原告と異なる。 - 敗訴が多いが判決は正当と考える者が多い。これは、事件類型が影響している可能性がある。 |

#### 本人訴訟に関与する主体の認識
本人訴訟においては、本人の側からは、「言いたいことを言わせて欲しいのに、裁判官に遮られてよく分からないうちに終わる」「相手に弁護士がつくと、法廷で相手方弁護士と裁判官との間でわけが分からない間に話が進んでいく」等、疎外感を感じる旨の不満が述べられることが多い。他方、法律家の側では、「事件の筋が掴みにくい」「手間がかかる」との感想が持たれる。これは、法律家側が効率的・法的に事件処理を進めたいのに対し、本人は言いたいことを言わせてほしいという、相容れない要求が対立しているからであるとみられる。この状況は、紛争のプロセスにおける当事者の心理的構えのあり方に影響を受けるものと考えられるため、本人側において紛争の解決へ向けて活動するということを主体的に認識し、法律家による発言遮断も議論の整理のためのものであることを理解するなど、主体的に法廷での対話の活性化へ向けて取り組むことで、本人側にとっても望ましい審理が実現できると考えられる。

### 著名な本人訴訟
- 大澤恒夫 2009, pp. 206–208によれば、以下の著名事件は本人訴訟で追行された。
  - 旭川市国保料訴訟（最高裁平成18年3月1日大法廷判決）
  - 混合医療禁止事件（最高裁平成23年10月25日第三小法廷判決[7]）
  - 婚外子住民票事件（東京地裁平成19年5月31日判例時報1981号9頁）
  - 村八分等禁止請求事件（東京高裁平成19年10月10日）

- その他、以下のような著名事件が本人訴訟であった。
  - ロス疑惑における報道に対する名誉毀損訴訟[8]

### 法律書
- 高橋宏志『民事訴訟法重点講義 下』（第2版補訂版）有斐閣、2014年。ISBN 978-4-641-13688-5。

- 渋谷秀樹『憲法』（第3版）有斐閣、2017年。ISBN 978-4641227231。

### 学術論文
- 山城崇夫「本人訴訟と法律扶助 ： ～Turner v. Rogers 事件の波紋」『白鴎大学法科大学院紀要』第10巻、2017年、33-54頁、NAID 120006324879。

- 大澤恒夫「人と法を結ぶもの:弁護士の不在と非専門リソース」『法社会学』第70巻、2009年、206-219頁、NAID 130005311816。
- ミドルトン, ジョン「虚報被害者救済法の日本法的アプローチとコモンロー的アプローチ」『法学研究』第28巻、1996年、241-306頁、doi:10.15057/10037、NAID 110007623758。

- 寺尾洋「民事訴訟における審理の充実及び促進について:本人訴訟を中心として(1989年春季(第79回)大会報告概要)」『九州法学会会報』九州法学会会報 1989、1990年、7-8頁。

- 和田仁孝「少額事件•本人訴訟と裁判手続」『法社会学』第43巻、1991年、22-30, 232、doi:10.11387/jsl1951.1991.22、NAID 130003570815。
- 長谷川貴陽史「本人訴訟の分析」（pdf）『超高齢社会における紛争経験と司法政策プロジェクト』、東京大学社会科学研究所、2021年。